# 로베르트 후버
로베르트 후버(독일어: Robert Huber, 1937년 2월 20일 ~ )는 서독의 생화학자이다. 1988년 광합성 반응 중심의 3차원 구조의 결정을 규명한 공로로 요한 다이젠호퍼, 하르트무트 미헬과 함께 노벨 화학상을 수상했다.

## 수상 경력
- 1988년 : 노벨 화학상

## 회원
- 1999년 : 왕립학회 외국인 회원[1][2]